# イオンモール猪名川
イオンモール猪名川（イオンモールいながわ）は、兵庫県川辺郡猪名川町にあるショッピングセンター。

## 概要
1998年（平成10年）4月24日に「ジャスコ猪名川ショッピングセンター」として開業。
この開業時点では、ショッピングセンターを名乗っていたものの、総合スーパーの単独出店と扱われていた。
三菱地所と相互住宅、竹中工務店により開発されたニュータウン・猪名川パークタウンの中にあり、当店もその3社によって設置されたものである。
2007年（平成19年）に店舗面積を22,778m2から32,650m2へ拡張して新装開店することになった。
また、この時期に店名を「イオン猪名川ショッピングセンター」に変更した。
2011年（平成23年）から進められたイオンの大型ショッピングセンターの名称の「イオンモール」への統一に伴い、同年11月21日に「イオン猪名川ショッピングセンター」から「イオンモール猪名川」に名称が変更された。
2014年3月末時点でのテナント数は37店となっている。
全ての店舗の一覧は、公式サイトの「フロアマップ」を参照のこと。

## 交通アクセス
詳細は、公式サイトの「アクセス」を参照のこと。
- 鉄道・バス
  - 能勢電鉄日生線 日生中央駅から - 阪急バス・日生中央バスターミナルより、川西バスターミナル方面行き（2番のりば発着の系統）に乗車。「パークタウン中央」停留所からすぐ。
  - 阪急宝塚本線 川西能勢口駅から - 阪急バス・川西バスターミナルより、日生中央方面行きに乗車。「総合公園前」または「大原公園前」停留所からすぐ。